# Eliseu Pereira Pato François
Eliseu Pereira Pato François (Rio de Janeiro, 10 de julho de 1908 — Angra do Heroísmo, 19 de junho de 1973) foi um professor liceal, formado em Ciências Biológicas pela Universidade de Coimbra, que se destacou como político, exercendo funções de relevo, entre as quais as de reitor e as de vice-presidente e presidente interino da Câmara Municipal de Angra do Heroísmo.

## Biorafia
Nasceu na cidade do Rio de Janeiro, filho de Elisée François, oriundo da Normandia, e de Clemência Pereira Pato, oriunda das Lajes, ilha Terceira. A família fixou-se na Praia da Vitória.
Licenciou-se em Ciências Biológicas pela Universidade de Coimbra, obteve um lugar de professor efectivo do Liceu Nacional de Angra do Heroísmo, onde ocupou o lugar de reitor de 1944 até falecer em 1973.
Ligado à estrutura política do Estado Novo, vogal da comissão distrital da União Nacional, ocupou diversos lugares de destaque na estrutura político-administrativa do antigo Distrito Autónomo de Angra do Heroísmo, entre os quais o de presidente da Comissão Executiva da Junta Geral e de vice-presidente e presidente da Câmara Municipal de Angra do Heroísmo.
No campo social, foi presidente da direcção da Caixa Económica de Angra do Heroísmo, presidente da assembleia geral do Rádio Clube de Angra e vice-presidente da Junta Autónoma dos Portos.